# Дюместр, Венсан
Венса́н Дюме́стр (фр. Vincent Dumestre, 5 мая 1968) — французский лютнист, гитарист, дирижёр. Видный представитель движения аутентичного исполнительства.

## Биография
После окончания учёбы в Школе Лувра (история искусств) Венсан Дюместр изучал классическую гитару в Нормальной школе музыки. Игре на лютне, барочной гитаре и теорбе у Хопкинсона Смита (Тулузская консерватория), Эжена Ферре (Консерватория Булонь-Бийанкура) и Рольфа Лислеванда. Играл с различными ансамблями — Ricercar Consort Филиппа Пьерло, Le Concert des Nations и Hespèrion XX Жорди Саваля, Большая конюшня и спальня короля Жан-Клода Мальгуара, и La Simphonie du Marais Юго Рейна.

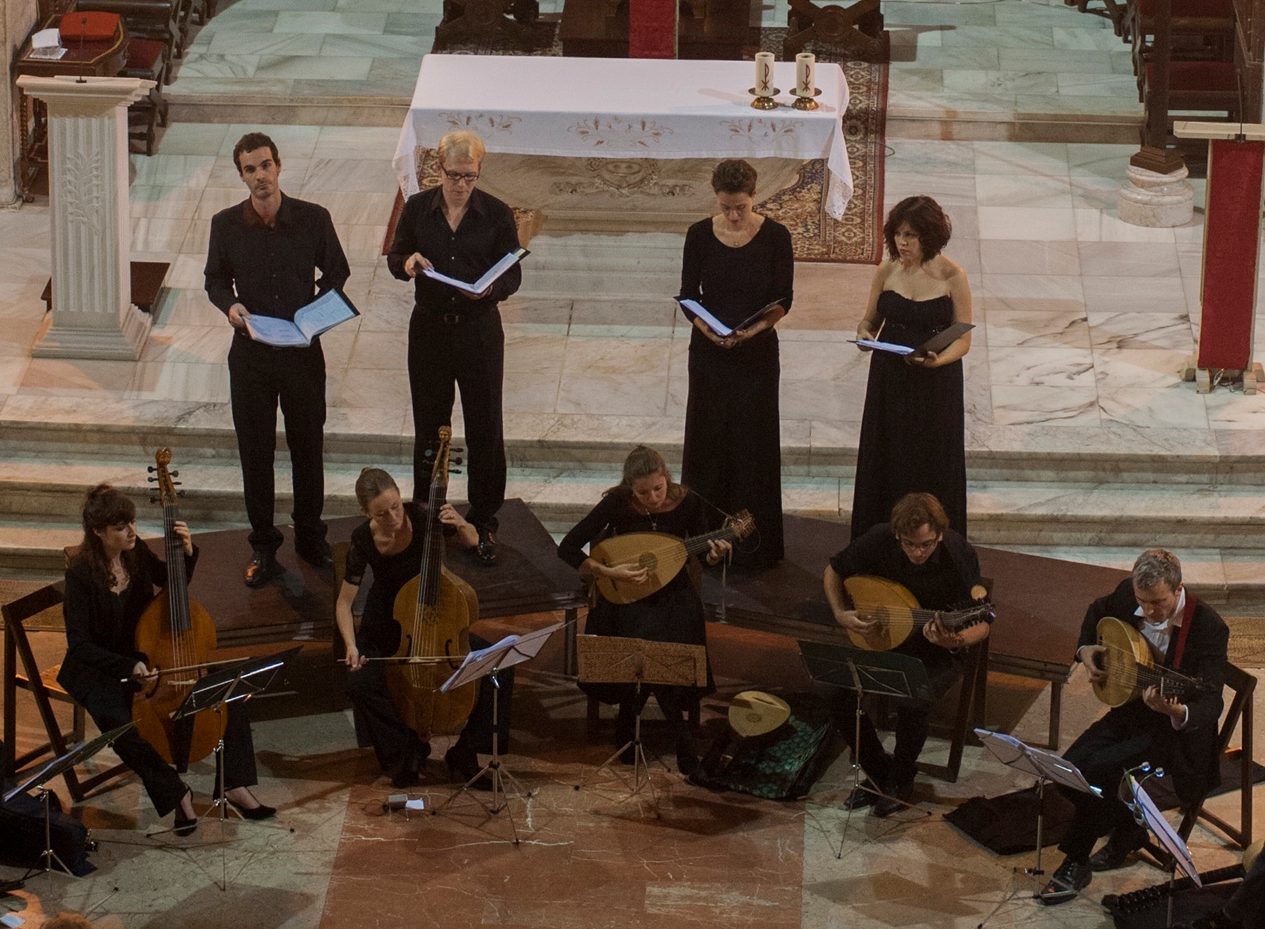
Концерт ансамбля в Сантандере, 2013

В 1998 году Дюместр создал ансамбль Le Poème harmonique, специализирующийся на исполнении музыки XVII — начала XVIII веков. Записи произведений Монтеверди, Перголези, Франческо Кавалли, Делаланда, Люлли, Шарпантье и других, исполненных ансамблем Le Poème harmonique, отмечены премиями (Золотой диапазон года). Значительная часть сольной концертной деятельности Дюместра посвящена духовной и камерной музыке XVII—XVIII веков.
Большое внимание Винсент Дюместр уделяет работе в Нормандии, регионе, где базируется его ансамбль — разработке программ сезонов барокко Капеллы Корнеля; руководству Международным конкурсом музыки барокко в Нормандии; сотрудничеству с École Harmonique, детским школьным оркестром и партнёрству с проектом Demos Парижской филармонии. Четыре года Дюместр был художественным руководителем музыкального фестиваля Jura Baroque Music, в 2017 году ему было поручено провести фестиваль Misteria Paschalia в Кракове.
С Le Poème Harmonique Дюместр под лейблами Alpha Classics и Château de Versailles Spectacles выпустил около тридцати записей музыки популярной (Aux marches du palais, Plaisir d’amour); а также светских и религиозных произведений французских, итальянских, испанских и английских композиторов эпохи барокко: Люлли, Клерамбо, Шарпантье, Лаланда, Куперена, Боэссе, Монтеверди, Перголези, Каччини, Аллегри, Кастальди, Брисеньо, Пёрселла, Кларка.

## Признание
Влиятельный музыкальный журнал Диапазон назвал Дюместра «Молодым талантом 1999 года». В 2004 году Министерство культуры Франции присвоило ему титул кавалера Ордена искусств и литературы. Кавалер Ордена «За заслуги». В 2005 году запись (CD и DVD) комедии-балета Мольера и Люлли Мещанин во дворянстве в исполнении Le Poème harmonique под руководством Дюместра (реж. Бенжамен Лазар), получила Гран-при Академии Шарля Кро в категории «Музыка барокко».